# Phycolimnoria antarctica
Phycolimnoria antarctica là một loài chân đều trong họ Limnoriidae. Loài này được Pfeffer miêu tả khoa học năm 1887.